# William Bernard Barry
William Bernard Barry (ur. 21 lipca 1902 w Mayo w Irlandii, zm. 20 października 1946 w Nowym Jorku) – amerykański polityk, członek Partii Demokratycznej.

## Działalność polityczna
W okresie od 5 listopada 1935 do 3 stycznia 1945 przez pięć kadencji był przedstawicielem 2. okręgu, a następnie do śmierci 20 października 1946 przez jedną kadencję przedstawicielem 4. okręgu wyborczego w stanie Nowy Jork w Izbie Reprezentantów Stanów Zjednoczonych.